# J. Lee Thompson
J. Lee Thompson (Bristol, 1914. augusztus 1. – Sooke, Brit Columbia, Kanada, 2002. augusztus 30.) brit filmrendező, forgatókönyvíró és filmproducer. 

## Élete és pályafutása
Nevéhez fűződik A majmok bolygója sorozat 4. és 5. része, valamint a klasszikussá vált Navarone ágyúi című film. 
Munkái során többször dolgozott együtt Gregory Peckkel és Charles Bronsonnal. Lánya Lesley és fia Peter Lee-Thompson.

## Fontosabb filmjei
- 1989: Tiltott dolog: Kinjite (Kinjite: Forbidden Subjects)
- 1988: A bosszú angyala (Messenger of Death)
- 1987: Bosszúvágy 4. – Véres leszámolás (Death Wish 4: The Crackdown)
- 1986: A Tűzjáró (Firewalker)
- 1986: Murphy törvénye (Murphy's Law)
- 1985: Salamon király kincse (King Solomon's Mines)
- 1984: A nagykövet (The Ambassador)
- 1984: Az erőszak pokla (The Evil That Men Do)
- 1983: Éjféli leszámolás (10 to Midnight)
- 1981: Code Red (TV)
- 1981: Boldog születésnapot nekem! (Happy Birthday to Me)
- 1980: Caboblanco
- 1979: Átjáró (The Passage)
- 1978: A görög mágnás (The Greek Tycoon)
- 1977: A fehér bölény (The White Buffalo)
- 1976: Tízezer dolláros megbízás (St. Ives)
- 1976: Widow (TV)
- 1975: The Blue Knight (TV)
- 1975: The Reincarnation of Peter Proud
- 1974: Huckleberry Finn kalandjai (Huckleberry Finn)
- 1973: A majmok bolygója V. - A csata (Battle for the Planet of the Apes)
- 1972: A Great American Tragedy (TV)
- 1972: A majmok bolygója 4. – A hódítás (Conquest of the Planet of the Apes)
- 1970: Falusi tánc (Country Dance)
- 1969: The Chairman
- 1969: Before Winter Comes
- 1969: Mackenna aranya (Mackenna's Gold)
- 1966: Az ördög szeme (Eye of the Devil)
- 1965: Return from the Ashes
- 1965: John Goldfarb, Please Come Home
- 1964: Melyik úton járjak? (What a Way to Go!)
- 1963: Kings of the Sun
- 1962: Taras Bulba
- 1962: A rettegés foka (Cape Fear)
- 1961: Navarone ágyúi (The Guns of Navarone)
- 1960: Wernher von Braun
- 1959: Tiger Bay
- 1959: No Trees in the Street
- 1959: North West Frontier
- 1958: Ice-Cold in Alex
- 1957: Woman in a Dressing Gown
- 1957: The Good Companions
- 1956: Yield to the Night
- 1955: An Alligator Named Daisy
- 1955: As Long as They're Happy
- 1954: The Weak and the Wicked
- 1954: For Better, for Worse
- 1953: The Yellow Balloon
- 1950: Murder Without Crime

## Díjak és jelölések
- 1962: Oscar-díj jelölés: legjobb rendező (Navarone ágyúi)
- 1962: Golden Globe-díj jelölés: legjobb rendező (Navarone ágyúi)
- 1962: Directors Guild of America, DGA-díj jelölés: Kiváló rendezői teljesítmény (Navarone ágyúi)
- 1959: Berlini Nemzetközi Filmfesztivál, Arany Medve jelölés (Tiger Bay)
- 1958: Berlin Nemzetközi Filmfesztivál, FIPRESCI-díj nyertes (Ice-Cold in Alex)
- 1958: Berlin Nemzetközi Filmfesztivál, Golden Berlin Bear jelölés (Ice-Cold in Alex)
- 1956: cannes-i fesztivál, Arany Pálma jelölés (Yield to the Night)